# Единичная окружность
Единичная окружность — окружность с радиусом 1 и центром в начале координат. Это понятие широко используется для определения и исследования тригонометрических функций.

## Свойства и связанные понятия
Внутренность единичной окружности называется единичным кругом.
Для координат всех точек на единичной окружности, согласно теореме Пифагора, выполняется равенство {\displaystyle x^{2}+y^{2}=1}. Это равенство можно рассматривать как уравнение единичной окружности.

## Тригонометрические функции

Все тригонометрические функции угла θ могут быть сконструированы геометрически при помощи единичной окружности.

С помощью единичной окружности могут быть наглядно описаны тригонометрические функции (в контексте такого описания единичную окружность иногда называют «тригонометрическим кругом», что не слишком удачно, так как рассматривается именно окружность, а не круг).
Синус и косинус могут быть описаны следующим образом: если соединить любую точку {\displaystyle (x,y)} на единичной окружности с началом координат {\displaystyle (0,0)}, получается отрезок, находящийся под углом {\displaystyle \alpha } относительно положительной полуоси абсцисс. Тогда получим:
{\displaystyle \cos \alpha =x},
{\displaystyle \sin \alpha =y}.
При подстановке этих значений в уравнение окружности {\displaystyle x^{2}+y^{2}=1} получается:
{\displaystyle \cos ^{2}\alpha +\sin ^{2}\alpha =1}.
Тут же наглядно описывается периодичность тригонометрических функций, так как соответствующее углу положение отрезка не зависит от количества «полных оборотов»:
{\displaystyle \sin(x+2\pi k)=\sin(x)}
{\displaystyle \cos(x+2\pi k)=\cos(x)}
для всех целых чисел {\displaystyle k}, то есть для {\displaystyle k\in \mathbb {Z} }.

## Комплексная плоскость

Радиан как длина дуги единичной окружности

В комплексной плоскости единичная окружность — это множество комплексных чисел, модуль которых равен 1:
{\displaystyle G=\{z:|z|=1\}=\{z:z=e^{i\phi },0\leqslant \phi <2\pi \}}
Любое ненулевое комплексное число {\displaystyle z} может быть однозначно записано в виде {\displaystyle z=|z|u,} где число {\displaystyle u} имеет модуль 1 и поэтому принадлежит единичной окружности,
Множество {\displaystyle G} является подгруппой группы комплексных чисел по умножению. В свою очередь, {\displaystyle G} содержит важные в алгебре конечные группы корней {\displaystyle n}-й степени из единицы, образующие вдоль единичной окружности вершины правильного {\displaystyle n}-угольника.

## Радианная мера
Радианную меру угла можно определить как длину той дуги, которую высекает из единичной окружности данный угол (центр окружности совпадает с вершиной угла).

## Вариации и обобщения
Понятие единичной окружности обобщается до {\displaystyle n}-мерного пространства ({\displaystyle n>2}), в таком случае говорят о «единичной сфере».